# Katastrofa lotu Spanair 5022

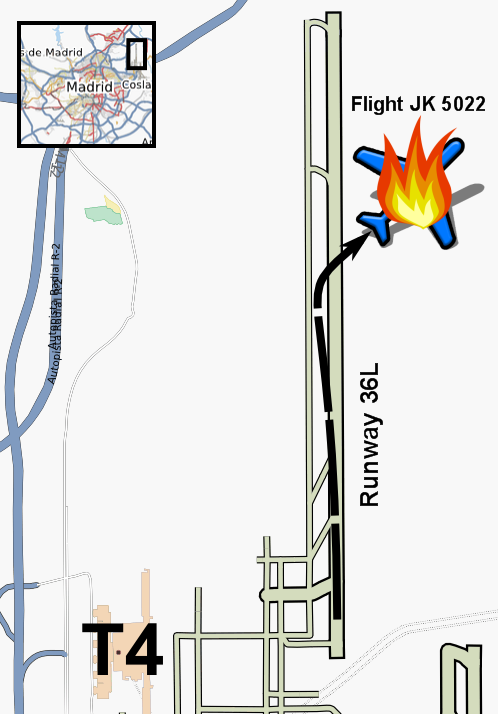
Uproszczona lokalizacja katastrofy względem pasa startowego portu lotniczego Madryt-Barajas. Punkt uderzenia o ziemię jest bliższy końcowi pasa → współrzędne geograficzne; w Wikimapii

Katastrofa lotu Spanair 5022 – katastrofa samolotu pasażerskiego McDonnell Douglas MD-82 linii Spanair, nr rejestracji EC-HFP, obsługujący lot rejsowy JK 5022/LH 2554, miał miejsce 20 sierpnia 2008 w porcie lotniczym Madryt-Barajas, przy starcie, po osiągnięciu prędkości przeciągnięcia. Rejs ten oznaczony był wspólnie przez Spanair jako JK 5022 i niemiecką Lufthansę jako LH 2554, co oznacza, że wielu pasażerów kupiło bilety przez Lufthansę lub kontynuowało poprzedni lot tej linii.
Samolot wystartował o godzinie 14.30 do Las Palmas ze 172 osobami na pokładzie – 166 pasażerami i 6 osobami obsługi. Dwa razy kołował do startu, pierwszy raz wycofany na zlecenie pilota i poddany obsłudze technicznej.

## Katastrofa
Zaraz po starcie, samolot wzniósł się na wysokość ok. 40 stóp, po czym lekko obrócił się w lewo, następnie w prawo o 20° stopni, znowu lewo i ostatecznie w prawo, przechylając się o 32°. Maszyna po chwili zaczęła szurać po ziemi ogonem i zahaczyła prawą końcówką skrzydła o ziemię. Tył odłączył się od reszty kadłuba. Samolot przeleciał 448 m, aż do boku pasa startowego, po czym stracono kontakt po przelocie obok nasypu ziemi. Ostatecznie maszyna minęła mały strumień, a następnie rozbiła się o brzeg, rozpadła się i eksplodowała, stając w płomieniach. Niektóre szczątki znaleziono w odległości 1093 m.
Według śledczych badających przyczynę katastrofy załoga samolotu nie sprawdziła dwukrotnie check listy do końca według procedury i nie wysunęła klap. Dodatkowym czynnikiem była awaria przekaźnika sygnalizującego brak wysuniętych klap. Rozbicie o ziemię nastąpiło w ubocznym miejscu na tyle odległym, że opóźniło przybycie ratowników o 15 minut.
Jest to pierwsza katastrofa z ofiarami śmiertelnymi linii Spanair, zaś trzecia pod względem liczby ofiar w historii lotnictwa cywilnego w Hiszpanii (po katastrofie lotu Avianca 011 oraz katastrofie na Teneryfie), jedenasta w historii użytkowania samolotów typu McDonnell Douglas MD-80, i dwudziesta czwarta strata całego samolotu z serii MD-80.
W katastrofie lotniczej zginęły 154 osoby. 18 pasażerów zostało ciężko rannych. W związku z katastrofą swój urlop przerwał Premier Hiszpanii Jose Luis Rodriguez Zapatero. W Hiszpanii ogłoszono trzydniową żałobę narodową.

## Przyczyny
Początkowo sądzono, że przyczyną wypadku mogło być nieprawidłowe działanie lewego silnika. Trzy dni przed katastrofą pilot zgłaszał awarię odwracacza ciągu. Usterka nie została usunięta, a technicy odizolowali uszkodzoną płytkę z podzespołem. Przypuszczano, że w jednym z silników odwracacz ciągu mógł się samoczynnie włączyć podczas startu powodując tragedię.
Wstępny raport komisji badającej wypadek wykluczył awarię silnika jako przyczynę katastrofy. Stwierdzono natomiast, że klapy nie były wysunięte w momencie wypadku. Spowodowało to brak dostatecznej siły nośnej, przeciągnięcie i uderzenie w ziemię. Brak jest jednoznacznych ustaleń co do przyczyn niewysunięcia klap, podejrzewa się usterkę techniczną. Możliwe są również przyczyny analogiczne do tych, które były prawdopodobną przyczyną katastrofy lotu Northwest Airlines 255.

## Narodowości załogi i pasażerów
| Kraj              | Pasażerowie | Załoga | Razem | Ofiary śmiertelne | Ocaleni |
| ----------------- | ----------- | ------ | ----- | ----------------- | ------- |
| Hiszpania         | 145         | 6      | 151   | 139               | 15      |
| Niemcy            | 5           | -      | 5     | 5                 | -       |
| Brazylia          | 2           | -      | 2     | 2                 | -       |
| Francja           | 2           | -      | 2     | 2                 | -       |
| Bułgaria          | 1           | -      | 1     | 1                 | -       |
| Boliwia           | 1           | -      | 1     | -                 | 1       |
| Finlandia         | 1           | -      | 1     | -                 | 1       |
| Gambia            | 1           | -      | 1     | 1                 | -       |
| Indonezja         | 1           | -      | 1     | 1                 | -       |
| Stany Zjednoczone | 1           | -      | 1     | 1                 | -       |
| Wielka Brytania   | 1           | -      | 1     | 1                 | -       |
| Kanada            | 1           | -      | 1     | 1                 | -       |
| Japonia           | 1           | -      | 1     | 1                 | -       |
| Mauretania        | 1           | -      | 1     | 1                 | -       |
| Szwecja           | 1           | -      | 1     | -                 | 1       |
| Turcja            | 1           | -      | 1     | 1                 | -       |
| Włochy            | 1           | -      | 1     | 1                 | -       |
| Razem             | 162         | 10     | 172   | 154               | 18      |